# Lionel Massey
Lionel Massey (2 juillet 1916 - 28 juillet 1965) est un militaire, fonctionnaire et dignitaire canadien. Il est surtout connu comme secrétaire du gouverneur général du Canada, poste qu'il occupe quand son père, Vincent Massey, est gouverneur du Canada de 1952 à 1959.
Fils de Vincent et Alice Massey (en), Lionel est né à Toronto le 2 juillet 1916. Il étudie au Upper Canada College en Ontario, puis au Balliol College à Oxford en Angleterre. Il sert dans le Corps royal des fusiliers du Roi pendant la Seconde Guerre mondiale, période où il est blessé lors d'une bataille en Grèce ; par la suite, il est prisonnier de guerre allemand. Il retourne au Canada en 1944, puis épouse Lilias Ahearn Van Buskirk en 1946. Leur résidence principale est Batterwood House dans le hameau ontarien de Canton ; néanmoins, la famille voyage régulièrement par affaire.
Quand Vincent Massey est nommé gouverneur général du Canada en 1952, il nomme à son tour Lionel secrétaire du gouverneur général du Canada. La femme de Vincent étant morte, le poste de consort vice-royal du Canada ne peut être occupé. Lilias est nommée châtelaine par intérim de Rideau Hall.
Quand Vincent Massey complète son terme de gouverneur en 1959, Lionel est nommé directeur administratif du Royal Ontario Museum. Il est promu directeur adjoint en 1963. Il a aussi servi sur les conseils d'administration de la Hart House de l'université de Toronto, du Upper Canada College et du festival de Stratford du Canada.
Il est mort à Toronto le 28 juillet 1965 à la suite d'une crise cardiaque.